# Тепеницька сільська рада
Тепеницька сільська рада — колишня адміністративно-територіальна одиниця та орган місцевого самоврядування у Олевському районі Коростенської і Волинської округ, Київської й Житомирської областей Української РСР та України з адміністративним центром у с. Тепениця.

## Населені пункти
Сільській раді були підпорядковані населені пункти:
- с. Тепениця
- с. Артинськ
- с. Обище
- с. Соснівка
- с. Хмелівка

## Населення
Кількість населення ради станом на 1923 рік становила 1 494 особи, кількість дворів — 280.
Відповідно до результатів перепису населення СРСР, кількість населення ради станом на 12 січня 1989 року становила 2 548 осіб.
Станом на 5 грудня 2001 року, відповідно до перепису населення України, кількість мешканців сільської ради становила 2 289 осіб.

### Мова
Розподіл населення за рідною мовою за даними перепису 2001 року:
| Мова       | Відсоток |
| ---------- | -------- |
| українська | 98,91 %  |
| російська  | 0,79 %   |
| білоруська | 0,22 %   |

## Склад ради
Рада складалась з 16 депутатів та голови.

### Керівний склад сільської ради
| ПІБ                            | Основні відомості                                                               | Дата обрання | Дата звільнення |
| ------------------------------ | ------------------------------------------------------------------------------- | ------------ | --------------- |
| Кайданович Володимир Йосипович | Сільський голова, 1964 року народження, освіта, безпартійний                    | 26.03.2006   | 31.10.2010      |
| Кайданович Володимир Йосипович | Сільський голова, 1964 року народження, освіта середня спеціальна, безпартійний | 31.10.2010   |                 |

Примітка: таблиця складена за даними джерела

## Історія
Створена 1923 року в складі сіл Артинськ, Поташня, Радоробель, Тепениця Олевської та Юрівської волостей Коростенського повіту Волинської губернії. 7 березня 1923 року включена до складу новоутвореного Олевського району Коростенської округи. 30 жовтня 1924 року, відповідно до рішення Волинської ГАТК (протокол № 11/6 «Про виділення та організацію національних сільрад»), села Артинськ, Поташня та Радоробель передані до складу новоутвореної Артинської польської національної сільської ради Олевського району. Станом на 17 грудня 1926 року в підпорядкуванні ради значилися хутори Буда, Голубово, Довга Нива, Домашня, Тепеницька Рудня та Шамридь, які на 1 жовтня 1941 року не перебували на обліку населених пунктів.
Станом на 1 вересня 1946 року сільська рада входила до складу Олевського району Житомирської області, на обліку в раді перебувало с. Тепениця.
11 серпня 1954 року, відповідно до указу Президії Верховної ради Української РСР «Про укрупнення сільських рад по Житомирській області», до складу ради включено с. Артинськ ліквідованої Артинської сільської ради Олевського району. 2 вересня 1954 року, відповідно до рішення Житомирського облвиконкому № 1087 «Про перечислення населених пунктів в межах районів Житомирської області», підпорядковано с. Обище Сущанської сільської ради та Радоробель (згодом — Хмелівка) Олевської селищної ради Олевського району. 5 березня 1959 року, відповідно до рішення Житомирського облвиконкому № 161 «Про ліквідацію та зміну адміністративно-територіального поділу окремих сільських рад області», підпорядковано с. Чиста Лужа (згодом — Соснівка) Олевської селищної ради.
На 1 січня 1972 року сільська рада входила до складу Олевського району Житомирської області, на обліку в раді перебували села Артинськ, Обище, Соснівка, Тепениця та Хмелівка.
Ліквідована 17 січня 2017 року через об'єднання до складу Олевської міської територіальної громади Олевського району Житомирської області.